# Parlament Tuvalu
Parlament Tuvalu (Fale i Fono lub Palamene o Tuvalu) – jednoizbowy parlament Tuvalu. Składa się z 15 posłów wybieranych na 4-letnią kadencję.
Posłowie do Parlamentu Tuvalu są wybierani w 8 okręgach wyborczych – siedmiu okręgach dwumandatowych na wyspach mających powyżej 1000 mieszkańców oraz jednym okręgu jednomandatowym obejmującym wszystkie pozostałe wyspy – względną większością głosów.
Na Tuvalu nie istnieją uznane partie polityczne, tak więc wszyscy kandydaci traktowani są jako niezależni. Czynne prawo wyborcze mają pełnoletni (18 lat) obywatele Tuvalu, przebywający w dniu głosowania na terytorium kraju. Bierne prawo wyborcze przysługuje obywatelom Tuvalu, którzy mają ukończone 21 lat, są zamieszkali na terytorium kraju i posiadają ziemię. Zgłoszenie kandydatury musi być poparte podpisami poparcia co najmniej trojga wyborców.
Obradom Parlamentu przewodniczy spiker, wybierany przez członków Parlamentu. Obecnie spikerem jest Otinielu Tausi.